# 斯特凡诺·托努特

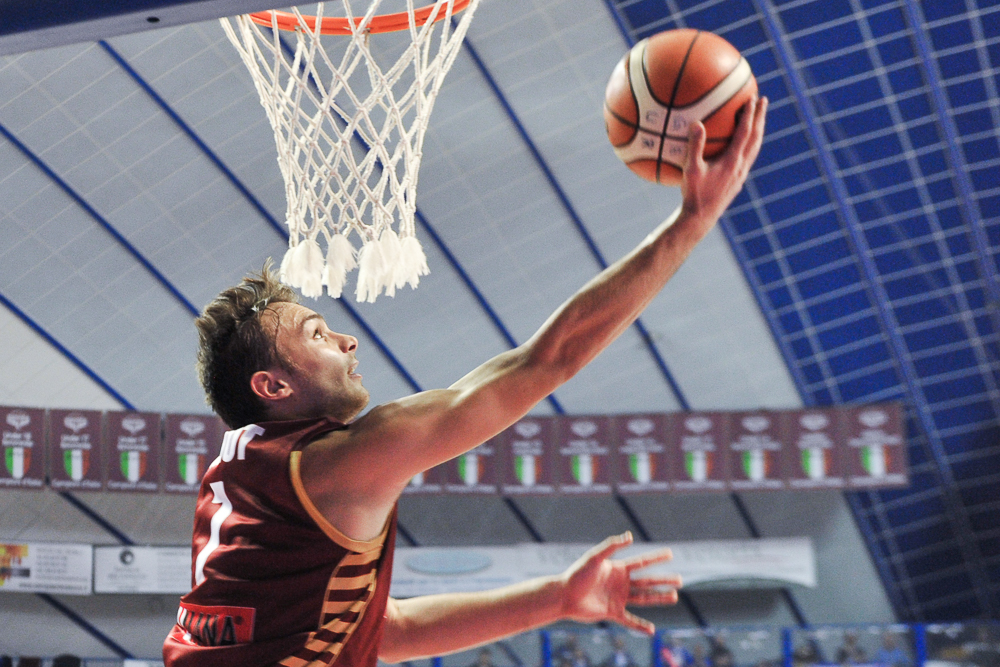
斯特凡诺·托努特

斯特凡诺·托努特（義大利語：Stefano Tonut，1993年11月7日—），意大利男子篮球运动员，场上位置是控球后卫和得分后卫。他曾代表意大利参加2020年夏季奥林匹克运动会男子篮球比赛。